# Israelische Männer-Feldhandballnationalmannschaft
Die israelische Männer-Feldhandballnationalmannschaft vertrat Israel bei Länderspielen und internationalen Turnieren.

## Olympische Spiele
Die israelische Handballnationalmannschaft nahm nicht an der einzigen Austragung, in der Feldhandball gespielt wurde, teil.
| Jahr | Austragungsort          | Teilnahme bis…                                                   | Ergebnis                                                         | Medaille                                                         |
| ---- | ----------------------- | ---------------------------------------------------------------- | ---------------------------------------------------------------- | ---------------------------------------------------------------- |
| 1936 | Berlin, Deutsches Reich | keine Teilnahme, da Israel erst 1948 die Unabhängigkeit erlangte | keine Teilnahme, da Israel erst 1948 die Unabhängigkeit erlangte | keine Teilnahme, da Israel erst 1948 die Unabhängigkeit erlangte |

## Weltmeisterschaften
Die israelische Feldhandballnationalmannschaft nahm an einer der sieben bis 1966 ausgetragenen Feldhandball-Weltmeisterschaften teil.
| Jahr | Gastgeberland   | Teilnahme bis…                                                                | Ergebnis                                                                      | Rang                                                                          |
| ---- | --------------- | ----------------------------------------------------------------------------- | ----------------------------------------------------------------------------- | ----------------------------------------------------------------------------- |
| 1938 | Deutsches Reich | keine Teilnahme, da Israel erst 1948 die Unabhängigkeit erlangte              | keine Teilnahme, da Israel erst 1948 die Unabhängigkeit erlangte              | keine Teilnahme, da Israel erst 1948 die Unabhängigkeit erlangte              |
| 1948 | Frankreich      | keine Teilnahme, da Israel erst 1948 die Unabhängigkeit erlangte              | keine Teilnahme, da Israel erst 1948 die Unabhängigkeit erlangte              | keine Teilnahme, da Israel erst 1948 die Unabhängigkeit erlangte              |
| 1952 | Schweiz         | keine Teilnahme, da die Israel Handball Association erst 1956 gegründet wurde | keine Teilnahme, da die Israel Handball Association erst 1956 gegründet wurde | keine Teilnahme, da die Israel Handball Association erst 1956 gegründet wurde |
| 1955 | BR Deutschland  | keine Teilnahme, da die Israel Handball Association erst 1956 gegründet wurde | keine Teilnahme, da die Israel Handball Association erst 1956 gegründet wurde | keine Teilnahme, da die Israel Handball Association erst 1956 gegründet wurde |
| 1959 | Österreich      | keine Teilnahme                                                               | keine Teilnahme                                                               | keine Teilnahme                                                               |
| 1963 | Schweiz         | Spiel um Platz 7                                                              | Israel 16:5 Vereinigte Staaten                                                | 7. Platz                                                                      |
| 1966 | Österreich      | keine Teilnahme                                                               | keine Teilnahme                                                               | keine Teilnahme                                                               |